# Пастофорий

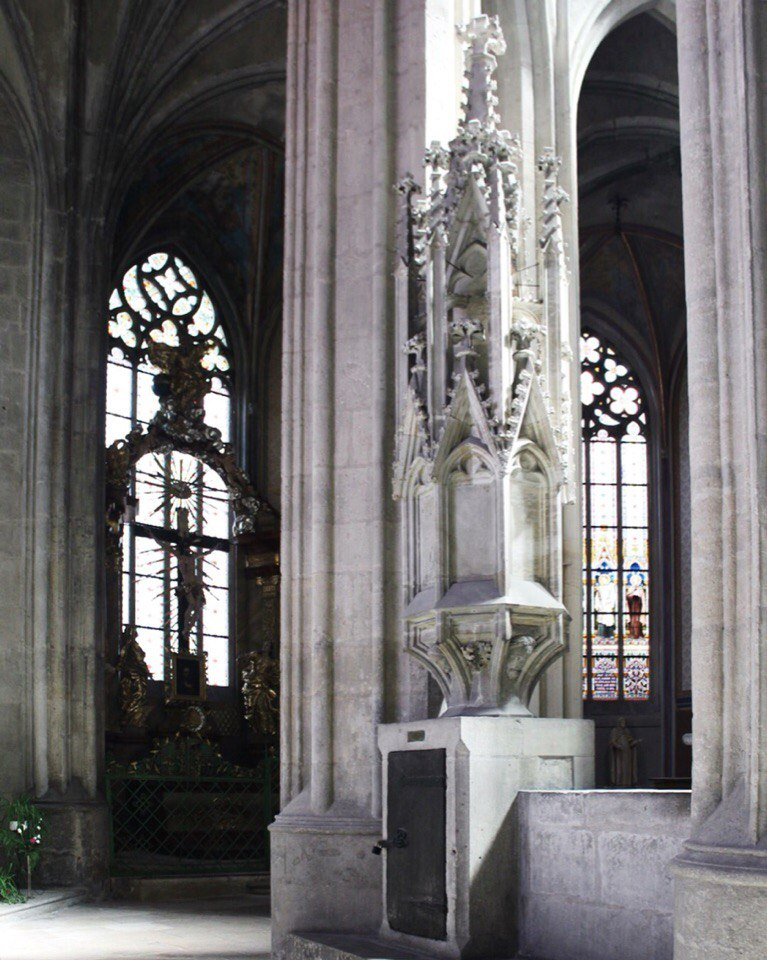
Пастофорий костёла Святого Варфоломея в Колине

Пастофорий (греч. pastophorus, παστοφόρια) — в византийской и раннехристианской церковной архитектуре — храмовые служебные помещения, протезис и дьяконник, расположенные по сторонам алтарной апсиды. Протезис предназначался для предметов богослужения, а дьяконник служил ризницей и книгохранилищем.
Впервые пастофорий упомянут в Апостольских Постановлениях IV века, где он описан, как небольшая ризница, пристроенная к церкви, служившая для хранения священных сосудов. Из-за отсутствия надёжных археологических данных во времена раннего христианства назначение церковного пастофория довольно трудно определить точно, он мог быть использован как мемориальная часовня, баптистерий или дьяконик.  